# Јанош Шајновић
Јанош Шајновић од Тордаша и Калоза (мађ. Sajnovics János, Тордаш, 12. мај 1733 – Будим, 4. маја 1785) био је мађарски лингвиста и члан језуитског реда. Најпознатији је по свом пионирском раду на пољу компаративне лингвистике, нарочито у систематском доказивању лингвистичког сродства изнеђу финских језика и мађарског језика.

## Порекло
Ђуро Шајновић се јавља као капетан будимског краја за време устанка Ференца II Ракоција. Њега је Ракоцијев командант Јанош Боћан придобио за устаничку ствар. О томе Калман Тали пише следеће: „Једног рацког капетана, Фаркаша Миндсентија, који је некада служио под њим, затим Ђуру Шајновића, капетана будимског краја (Српског Ковина или Сентандреје), на крају једног сигетварског капетана по имену Бозо (кога је раније заробио) успео је да придобије заједно с неким њиховим подофицирима и војницима и навео их да се закуну на лојалност Ракоцију. Међутим, Миндсентија су као крволочника убиле масе Раца, које су фанатизирали попови који су се налазили у служби бечког двора. Капетан Бозо пак пао је у бици. Једино је Шајновић преживео до краја.”
Потекао је из племените српске породице Шајновић, чији је зачетник његов деда, Матија Шајновић. Он је прво био главни бележник, а затим поджупан Ђерске жупаније, а на крају председник судског стола у округу Кесег. Стекао је много поседа, нарочито у Фејерској жупанији, свеукупно око 20.000 јутара. Заједно са својом супругом Каталин Пожгаи добио је 1699. даровницу за села Тордаш и Калоз, по којима је породица добила придев „од Тордаша и Калоза”. Умро је 1729. Прва супруга Каталин Пожгаи родила му је два сина: Адама и Јосипа. Јосип Шајновић је оженио Ержебет Пејерш, која му је родила ћерку Борбалу и сина Јаноша.

## Биографија
Када је Иван ступио у језуитски ред, према правилима реда 24. септембра 1748. одрекао се свог богатства у корист свог оца. Још као теолог, поред теолошких наука бавио се и математиком и астрономијом. Између 1758. и 1760. био је асистент Максмилијана Хела, директора бечке дворске опсерваторије.
Када је Хел у јуну 1769. пошао у Вардо (у северној Норвешкој) ради истраживања преласка Венере, повео је Шајновића са собом. Хел је наиме имао сазнања да су мађарски и лапонски језици сродни. Зато је повео са собом Шајновића, јер је овај као говорник мађарског језика могао истражити везу између ових језика.
Шајновић је објавио резултате свог истраживања у својој књизи Доказивање да су мађарски и фински језик исти језици (лат. Demonstratio idioma Hungarorum et Lapporum idem esse) (1770), што се у оно време сматрало помаком на пољу истраживања уралских језика. Шајновићеве идеје су касније разрадили Шамуел Ђармати и Агоштон Гелерт. Шајновић и Хел су изабрани за чланове Данске краљевске академије наука 1770. године.
Шајновић је умро 51 године у Будиму.